# Witchy Woman
"Witchy Woman"은 돈 헨리와 버니 리던이 작사하고 미국의 록 밴드인 이글스가 녹음한 노래이다. 이글스의 데뷔 앨범인 《Eagles》에서 나온 두번째 싱글이다. 이 노래는 빌보드 팝 싱글 차트에서 9위를 기록했으며, 이 앨범에서 나온 싱글에서 돈 헨리가 리드 보컬로 부른 유일한 노래이다.

## 세션 구성
- 돈 헨리: 리드 보컬, 드럼
- 글렌 프레이: 백 보컬, 리드 기타
- 버니 리던: 백 보컬, 리듬 기타
- 랜디 마이즈너: 베이스 기타, 백 보컬